# فانوس (اسطوره)

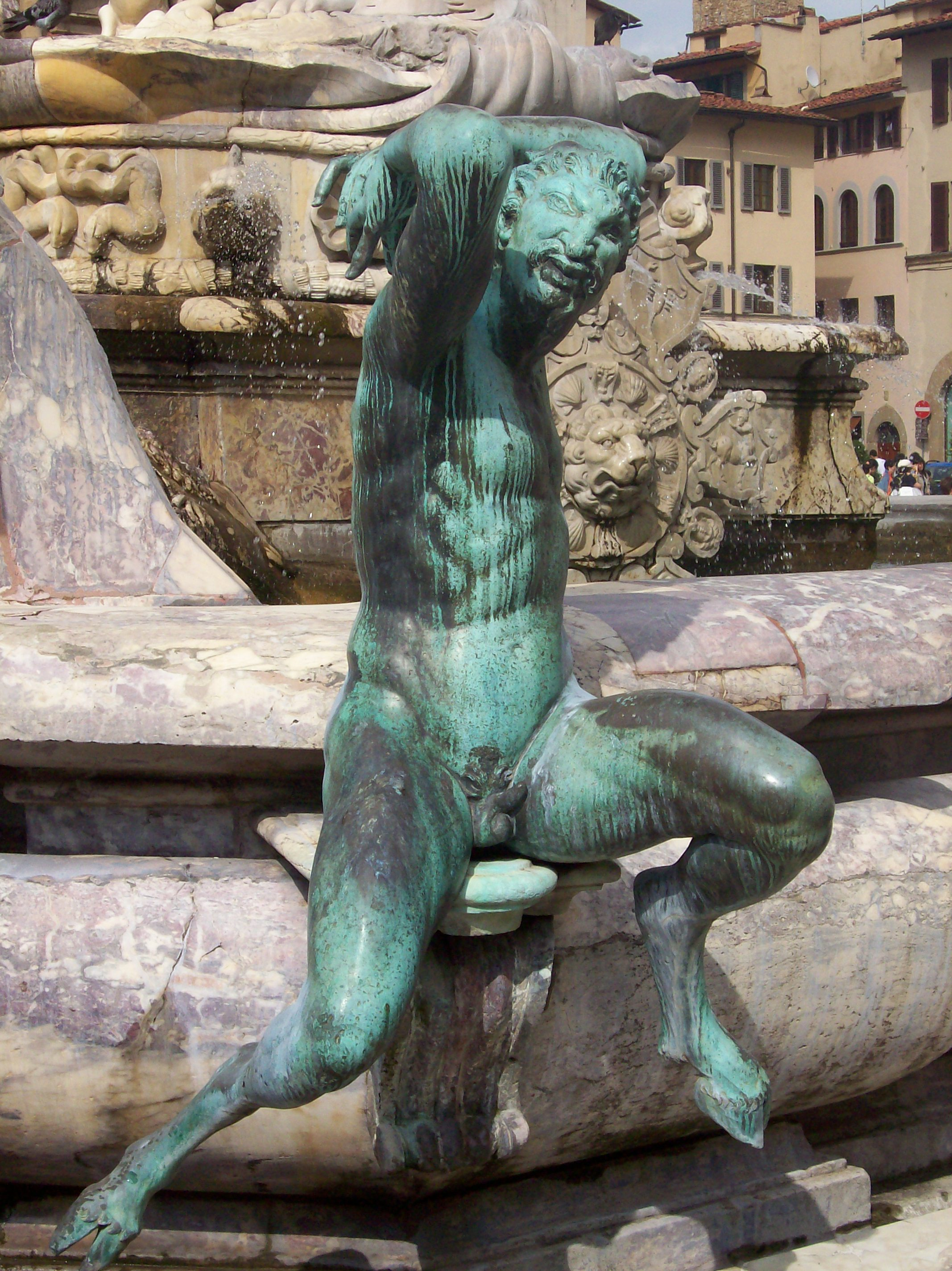
مجسمه فانوس در آبنمای نپتون واقع در فلورانس ایتالیا، اثری از: بارتولمه آماناتی

در دین روم باستان و اسطوره‌های رومی، فانوس یا فائنوس (Faunus یا fau̯nʊs) خدای شاخدار جنگل‌ها، دشت‌ها و مزارع کشاورزی بود. هنگامی که او به عنوان بارورکننده دام‌ها (گاوها) شناخته شد، اینوس نیز نامیده شد. او در ادبیات با ایزد یونانی، پان معادل و برابر دانسته شده‌است.
فانوس یکی از قدیمی‌ترین خدایان رومی بود که با نام دی ایندیگِتِز شهرت داشت. به گفته شاعر حماسه سرای رومی، ویرژیل، او پادشاه افسانه‌ای در سرزمین‌های لاتینها بود که با مردم خود، از آرکادیا [به روم] آمده بود. سایه‌ای از او، به عنوان ایزد نبوت و پیامبری، تحت نام فاتووس شناخته می‌شد و با اوراکل [معبدی در شهر دلفی که یونانیان از کاهنان آنجا پاسخ‌های غیبی می‌گرفتند] یا بر اساس الهامات و پیشگویی ها[معنای مجازی اوراکل]، وی در بیشه مقدس تیبور، و در حوالی آلبونئای نیک، و همین‌طور در تپه آونتینوم در روم باستان با خودش همراه بود[یا در این مکان‌ها، وحی بر او نازل می‌گشت].
مارکوس ترنتیوس واررو، در همین ارتباط اظهار داشته‌است که پاسخ‌های وحیانی (وابسته به وحی) در آیات مربوط به ساتورن داده شده‌است. فانوس آینده را در رؤیاها نشان می‌داد و با صداهایی با آنان که به حوزه او می‌آمدند و بر روی پشم بره‌های مقدس دراز می‌کشیدند، همراهی و راهنمایی می‌کرد. دبلیو وارد فولر پیشنهاد کرده‌است که فانوس با فاوونیوس که یکی از ایزدان باد در روم باستان می‌باشد، یکسان است (مقایسه با آنموی).

## شرح دیگر
فانوس یا فانئوس در اصل از خدایان ایتالیایی باستان است. نام او از ریشه فاوره به معنای «فرد خوب و مهربان» گرفته شده‌است. فانوس خدای باروری و ثمربخشی زمین‌های کشاورزی و حیوانات اهلی بود. او خصوصاً مورد پرستش گله داران و گاوچرانان بود و به جنگل‌ها تعلق داشت.
او را پسر پیکوس (که یک خدای درجه دوم بود)، و نوه ساتورن می‌دانستند و گفته می‌شد که وی از پادشاهان اولیه رم بوده‌است. او قدرت پیشگویی داشت و آیین پرستش او، با تهذیب و تطهیر همراه بود و حیوانات را برای بزرگداشت او قربانی می‌کردند.
او با فانا یا فائنا، دختر یا همسرش که منحصراً توسط زنان پرستش می‌شد، پیوند نزدیکی داشت و همین‌طور هم با اوپس که یک ایزدبانوی کهن باروری و حاصیخیزی زمین کشاورزی در میان سابین‌ها بود. [سابین‌ها از اقوام ماقبل رومی‌ها بودند.]

## نکات بیشتر
فانوس یا پان، خدایی بسیار کهن از خدایان آرکادیا است. تندیسی از پان یا همان فانوس در بریتیش می‌وزیوم لندن وجود دارد که او را در حال نواختن سیرینکس نشان می‌دهد. سیرینکس که به اعتبار نواخته شدن توسط پان یا همان فانوس، گاهی فلوت پان (فلوت پانوس) نیز خوانده شده‌است، نوعی وسیله موسیقایی است که هنوز هم شبانان آرکادیا آن را می‌نوازند. تندیس مذکور از جنس مفرغ می‌باشد و مربوط به اتروسک بوده و قدمت آن به حدود ۴۳۰ پیش از میلاد می‌رسد.